# Windsor Utley
Windsor Utley (* 14. Mai 1920 in Los Angeles, Kalifornien; † 8. April 1989 in Seattle, Washington) war ein US-amerikanischer Maler, Musiker, Lehrer und Galerist, der eng mit dem Maler Mark Tobey verbunden war.

## Leben
Windsor Utley wurde 1920 in Los Angeles geboren und wuchs in Kalifornien auf, wo er sich zunächst auf seine musikalische Ausbildung konzentrierte. Er studierte Flöte an der University of California, Los Angeles, der University of Southern California und am Pomona College. Während des Zweiten Weltkriegs zog er nach Seattle, Washington. Obwohl er als Künstler des pazifischen Nordwestens gefeiert wurde, lebte er zeitweise in Kalifornien, Washington, New York, Kanada und Italien. 
1947 wandte sich Windsor Utley von der Musik der Malerei zu. Er stellte seine Werke in Seattle, im Guggenheim Museum, im Brooklyn Museum und in der Pennsylvania Academy of Fine Arts aus. Außerdem unterrichtete er Kunst an der Helen Bush School und am Cornish College of the Arts in Seattle, wo er von 1955 bis 1959 die Kunstabteilung leitete. 
In den 1960er Jahren eröffnete Windsor Utley eigene Kunstgalerien: 1966 in Seattle, in den 1970er Jahren in Victoria, British Columbia, 1983 in Laguna Beach, Kalifornien und 1987 erneut in Seattle. Windsor Utley starb 1989 in Seattle.

## Werk
Windsor Utley ist für seine Werke des Abstrakten Expressionismus bekannt. Seine Werke wurden in den USA und Kanada ausgestellt und sind in öffentlichen Sammlungen wie dem Seattle Art Museum, der British Columbia Provincial Collection in Victoria, der Duveen-Graham Gallery in New York, dem Virginia Museum of Fine Arts in Richmond und der University of Washington vertreten.